# Pierre Bonnard
Pierre Bonnard (ur. 3 października 1867 w Fontenay-aux-Roses, zm. 23 stycznia 1947 w Le Cannet) – francuski malarz, artysta.

## Życiorys

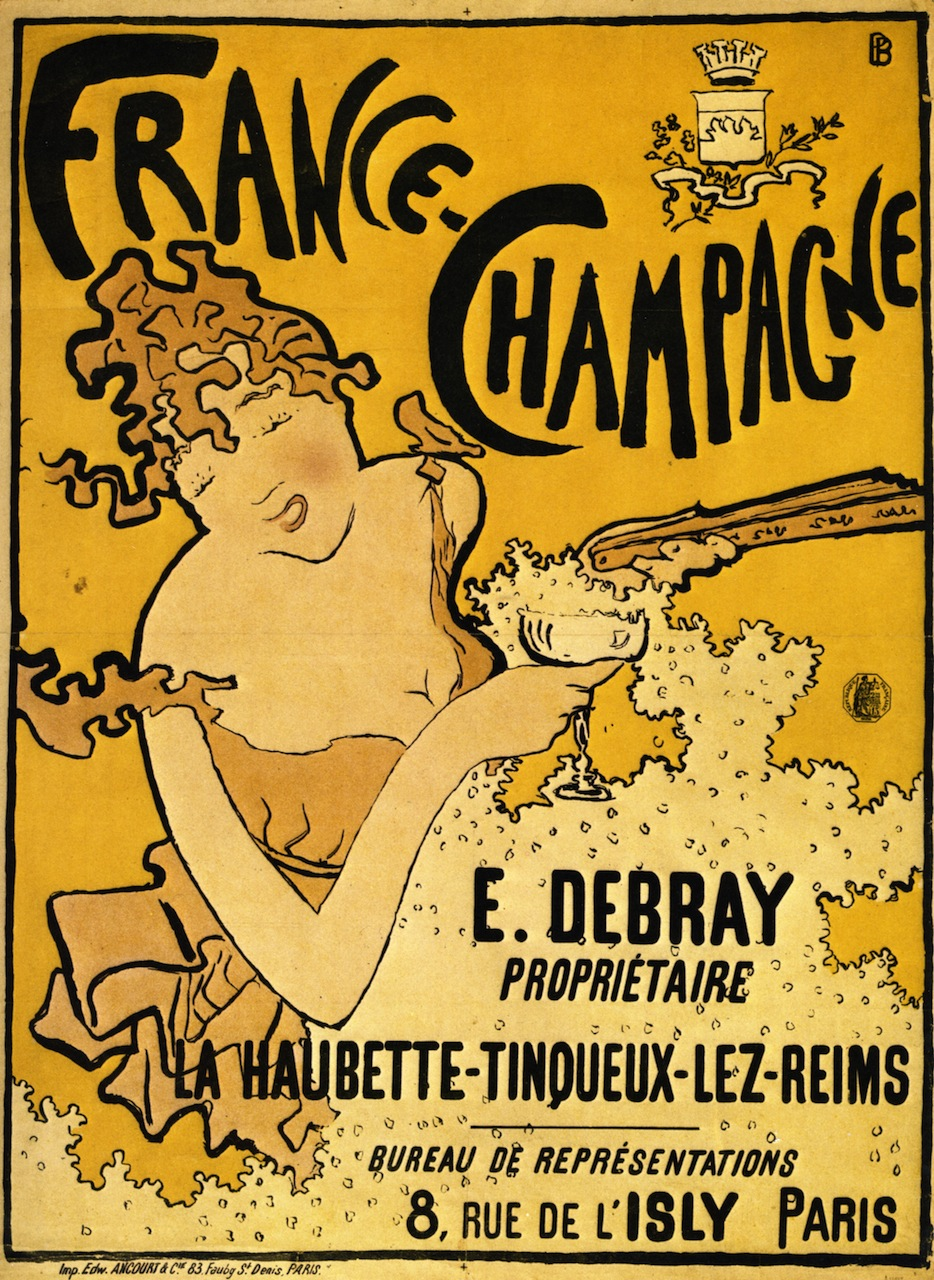
France-Champagne

W 1887 roku podjął się studiów w Akademii Juliana, gdzie zapoznał się z innymi artystami związanych później z ruchem nabistów: Paul Sérusier, Paul Ranson czy Maurice Denis. W tym samym roku zapisał się na studia w Escola des beaux arts gdzie poznał swojego bliskiego przyjaciela Édouarda Vuillarda. W październiku 1888 roku wraz z innymi malarzami założył ruch artystyczny o nazwie nabiści. Odnosił się do tradycji impresjonistycznych i postimpresjonistycznych. W 1890 wystawiał w Salonie niezależnych. Był jednym z najwybitniejszych dwudziestowiecznych kolorystów.

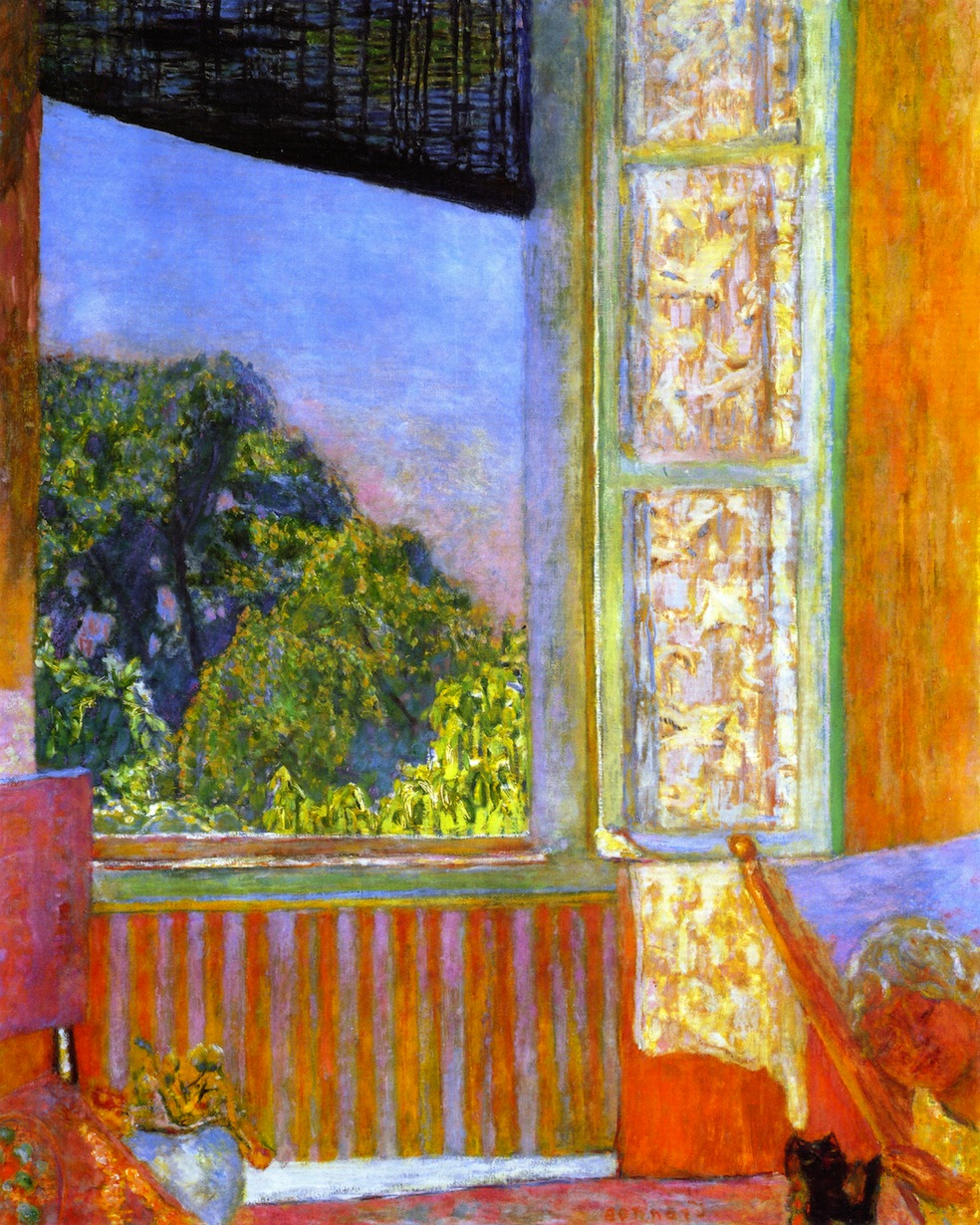
Otwarte okno, olej na płótnie, 118 x 96 cm, Phillips Collection, Waszyngton

W okresie istnienia grupy należał do nabistów. Ilustrował książki, projektował kostiumy i plakaty teatralne. Był ilustratorem pisma La Revue blanche.
Jego najbardziej znane dzieła to: Stół w pokoju jadalnym i ogród (1931), Akt z lampą, Wielki akt w błękitach, Kobieta w wannie oraz Panorama Cannet. Wywarł znaczny wpływ na sztukę polską w okresie dwudziestolecia międzywojennego.